# Jacob Rhame
Jacob Alan Rhame (né le 16 mars 1993 à Atlanta, Géorgie, États-Unis) est un lanceur de relève droitier des Mets de New York de la Ligue majeure de baseball.

## Carrière
En 2012, Jacob Rhame joue pour les Sooners de l'université d'Oklahoma, où sa moyenne de points mérités s'élève à 7,20 en 10 manches lancées. Cette mauvaise performance ainsi qu'une mauvaise condition physique - il engraisse de 27 kg (60 livres) durant l'année scolaire - entraîne son renvoi du programme de baseball de l'université après une seule saison. Rhame, qui aboutit au Grayson College, collège communautaire de Denison (Texas), est choisi par les Dodgers de Los Angeles au 6e tour de sélection du repêchage amateur de 2013. 
Le 19 août 2017, le lanceur qui évolue alors en ligues mineures est échangé des Dodgers aux Mets de New York en retour du vétéran joueur de champ extérieur Curtis Granderson.
Rhame fait ses débuts dans le baseball majeur avec les Mets de New York le 2 septembre 2017 face aux Astros de Houston.